# Манзурка (река)
Манзурка, в верхнем течении Унгура, — река в Иркутской области России, левый приток Лены. Длина реки — 214 км, площадь водосборного бассейна составляет 5280 км².
Начинается в Ольхонском районе в лиственнично-берёзовом лесу под названием Унгура. От истока течёт на запад между невысоких гор до впадения Ады, затем поворачивает на север, образуя широкую, частично заболоченную, равнину. После слияния с Куйтуном принимает название Манзурка, сохраняя своё направление течения. Впадает в Лену слева на расстоянии 3980 км от её устья у селения Босогол. Ширина реки около Исети — 37 м, глубина — 1 м, скорость течения воды в низовьях составляет 0,6 м/с.
Вдоль реки в нижнем течении идёт дорога Р418.
На реке стоят населённые пункты Босогол, Исеть, Хальск, Новохарбатова, Харбатово, Никилей, Литвинова, Зуева, Полоскова, Манзурка, Заречное, Копцыгай, Кайзеран, Духовщина.
Название реки предположительно происходит от бурятского родового имени Манжаураг.
| Средний расход воды (м³/с) реки Манзурки по месяцам и за год с 1953 по 1990 гг. (замеры производились на гидрологическом посту в районе д. Зуева, в 68 км от устья) |

## История
В долине реки найдены неолитические погребения исаковско-серовского этапа. В XIX веке вдоль Манзурки жили очеульские эвенки.
В плейстоценовое время (вплоть до 78 тысяч лет назад) через долину Манзурки осуществлялся сток воды из Байкала в Лену
. Об этом свидетельствуют слои аллювия долины Праманзурки, состоящие из песка и мелкого галечника мощностью в несколько десятков метров и найденные в них цирконы забайкальского происхождения. Переориентация гидрологической сети на сток в бассейн Енисея произошла из-за поднятия Приморского хребта.

## Притоки
Объекты перечислены по порядку от устья к истоку.
- 1 км: Падь Исетская
- 9 км: Падь Черкасова
- 19 км: Падь Хальская
- 58 км: Обуса
- 70 км: Кырма
- 85 км: Жергон
- 92 км: Карлук
- 102 км: Кайша
- 105 км: Куйтун
- 128 км: Ходонца
- 165 км: Ада
- 182 км: Угурхан
- 186 км: Затхун
- 190 км: Ключ Заморянский

## Данные водного реестра
По данным государственного водного реестра России относится к Ленскому бассейновому округу. Речной бассейн — Лена, водохозяйственный участок — Лена от истока до г. Усть-Кута.
Код объекта в государственном водном реестре — 18030000112117100000707.